# .mf
‎.mf‏ دامنه اینترنتی اختصاص داده شده به کشور سنت مارتین فرانسه است.